# توم إدموندز
توم إدموندز هو سياسي أسترالي، ولد في 24 أكتوبر 1925، وتوفي في 2 فبراير 2003. نشط حزبياً في حزب العمال الأسترالي. وقد انتخب عضو الجمعية التشريعية  في فيكتوريا ‏.